# Sojoez 11
Sojoez 11 (Russisch: Союз 11, "Unie 11") was een Russische ruimtevlucht uit 1971. De bedoeling was dat de driekoppige bemanning een koppeling tot stand zou brengen met Saljoet 1, 's werelds eerste ruimtestation, dat zeven weken tevoren in een baan om de aarde was gebracht en daar vervolgens enkele weken zou doorbrengen met experimenten en onderzoek. Door een defect ventiel in de terugkeercapsule kwam de gehele bemanning tijdens de afdaling om.
Ruim een maand eerder, op 23 april, was een eerste poging om dit met de Sojoez 10 te bewerkstelligen, als gevolg van problemen bij de koppeling van Sojoez en Saljoet nog mislukt en waren de kosmonauten al na twee dagen gedwongen geweest om onverrichter zake terug te keren.

## Missieverloop

### Lancering
Sojoez 11 (Russisch: Союз 11, "Unie 11") werd op 6 juni 1971 gelanceerd met een Sojoez draagraket vanaf Bajkonoer. De capsule kwam in een baan met een hoogste punt van 217 km, een laagste punt van 185 km bij een omlooptijd van 88,3 minuten. De inclinatie bedroeg 51,6° bij een excentriciteit van 0,00243.
De oorspronkelijke bemanning werd vervangen door de reservebemanning, omdat artsen vraagtekens zetten bij de gezondheid van Valeri Koebasov. Zodoende bleven Pjotr Kolodin en Aleksej Leonov ook aan de grond. Wat hun voorgangers niet voor elkaar kregen, ging de bemanning van de Sojoez 11 evenwel aanzienlijk gemakkelijker af en na hun geslaagde koppeling met de Saljoet, zouden de kosmonauten Vladislav Volkov, Viktor Patsajev en Georgi Dobrovolski dan ook - als eerste mensen ooit - ruim 23 dagen aan boord van een ruimtestation hun baantjes rond de aarde beschrijven. Op zes à zeven kilometer afstand nam het automatische koppelingssysteem het over. In 24 minuten bracht het de afstand terug tot 9 m, bij een relatieve snelheid van 0,2 m/s. Op 7 juni voerde Sojoez 11 een geslaagde koppeling uit.

### Brandlucht, bemanning stapt niet over
Patsajev begaf zich als eerste in het station en rook een brandlucht. Hij verving twee ventilatoren en schakelde de luchtververser in. Die had echter twintig uur nodig om alle lucht in het station te verversen, dus beval de vluchtleiding de kosmonauten de eerste nacht in hun Sojoez te blijven. Na ontwaken bleek de atmosfeer in het station zuiver en de luchtverversing uitstekend te functioneren.

### Aan boord vanSaljoet 1
Als eerste voerde de bemanning een baancorrectie uit en draaide de zonnepanelen van Saljoet 1 naar de zon. Lichamelijke oefening schoot erbij in en een dag later maanden hun artsen hen hier de hand aan te houden. De bemanning verrichtte medisch-biologisch en astronomisch onderzoek en verrichtte waarnemingen van de Aarde. Het belangrijkste wetenschappelijk instrument, de grote zonnetelescoop, was onbruikbaar. Een beschermend omhulsel werd niet afgeworpen. Saljoet 1 beschikte verder onder meer over een elektro-fotometer en een spectrometer. De loopband, die ze tweemaal daags voor hun oefeningen gebruikten, veroorzaakte trillingen van het station.
Op 16 juni rook Volkov een brandlucht, afkomstig van een oververhit instrument. De kosmonauten zochten hun toevlucht in Sojoez 11, maar zo'n drie kwartier later was de atmosfeer in Saljoet 1 bedorven. Daarop vervingen ze de zuurstoffilters, schakelden de hoofdluchtververser uit en benutten de reserveververser. Gezagvoerder Dobrovolski verzocht om toestemming om de missie voort te zetten. Op 19 juni vierde Patsajev als eerste mens zijn verjaardag in de ruimte.
Op 26 juni zat de missie er op. De kosmonauten verzamelden de resultaten van hun wetenschappelijke proeven (belichte films en monsters), namen de voorraad water en levensmiddelen voor de volgende bemanning op en deden aan gym. De Sojoez bood echter onvoldoende ruimte om alle proeven mee terug te nemen. Daarop maakte de vluchtleiding een keuze. Op 28 juni legde de bemanning het station in de mottenballen. Hun missie bracht de tekortkomingen in het ontwerp van het eerste ruimtestation duidelijk aan het licht. Een automatisch richtsysteem voor de wetenschappelijke instrumenten, een afvoersysteem om vloeistoffen uit het station af te voeren, verbeterde zonnepanelen, betere rustplekken voor de bemanning, een beter functionerend besturingssysteem en verbeterde wetenschappelijke uitrusting. Voor structureel lange missies (> 2 maanden) moest het ontwerp aanzienlijk worden verbeterd; wat dat betreft zakte Saljoet 1 duidelijk door het ijs.

### Noodlottige landing
Bij hun terugkeer naar de aarde, op 29 juni 1971, sloeg het noodlot echter toe. Na het afvuren van de remraketten werd het ruimtevaartuig in drie delen gesplitst door de orbitale capsule en de servicemodule af te stoten. Een drukventiel in de landingscapsule, dat als functie had de druk tussen de terugkeercapsule en orbitale capsule te regelen, sloot niet goed af waardoor in enkele seconden tijd de atmosfeer van de landingscapsule weglekte naar de ruimte. De drie kosmonauten droegen geen ruimtepak om zich te beschermen tegen het luchtledige van de ruimte; daarvoor bood de kleine capsule te weinig ruimte. 
Toen bergingsploegen in de uitgestrekte vlakten van Kazachstan eenmaal tot de landingscapsule waren doorgedrongen konden zij niet anders dan vaststellen dat geen van de drie bemanningsleden de laatste minuten van hun lange reis had overleefd. Na afstoting van het werkcompartiment viel in 115 seconden de druk terug van 915 naar 50 mm kwikdruk en daalde nog verder. Op 1 juli kwamen deskundigen ter plaatse die de capsule aan een grondig onderzoek onderwierpen. Hun conclusie was duidelijk: de landingscapsule vertoonde geen gaten of barsten. De mannen bleven nog 50 à 60 seconden (waarvan 13 seconden tijd om te handelen) bij bewustzijn nadat het lek ontstond. De polsslag van Volkov liep op van 120 naar 180, die van Dobrovolski van 92-106 naar 114. Vijftig seconden nadat beide capsules waren gescheiden, was de polsslag van Patsajev gezakt naar 42, een duidelijke aanwijzing van dood door verstikking; na 110 seconden sloegen hun harten niet meer. De bemanning moet hoofdpijn hebben ervaren, pijn op de borst en in de buikholte, gevolgd door gebarsten trommelvliezen, bloedneuzen en mondbloedingen.
Volkov, Patsajev en Drobovolski, in het zicht van hun bestemming gestikt, werden zodoende de tot op heden laatst bekende kosmonauten die omkwamen tijdens een missie in het kader van het Sovjet-Russische bemande ruimtevaartprogramma. Na evaluatie van deze rampzalige vlucht, besloten de Russen jarenlang slechts twee kosmonauten per capsule te lanceren. Hierdoor was er in de kleine capsule genoeg ruimte om tijdens de terugkeer naar de aarde wél ruimtepakken te dragen. In de tussentijd werd het hele ontwerp van de Sojoez grondig geëvalueerd en ingrijpend aangepast. Pas met de introductie van de Sojoez-T in 1980, samen met een nieuw lichtgewicht ruimtepak, keerden de Russen terug naar een bemanning van drie kosmonauten.

## Vermijdbare ramp?
Leonov, de commandant van de oorspronkelijke bemanning, kreeg zo op pijnlijke wijze gelijk. Hij raadde de reservebemanning aan een serie ventielen tussen werkcompartiment en afdaalmodule af te sluiten en pas weer te openen als de parachutes ontplooiden. In zijn memoires schreef hij: "...Hoewel dit afweek van de regels, had ik lange tijd getraind voor deze missie en naar mijn mening was dit de veiligste procedure. Volgens het normale vluchtschema moesten de ventielen automatisch sluiten en weer opengaan zodra de parachutes ontvouwden. Maar naar mijn overtuiging schuilde hier het gevaar in dat de ventielen op te grote hoogte opensprongen en de luchtdruk wegviel...". Het trio sloeg het advies van Leonov in de wind en dat kostte hen het leven.
1 ·
2 ·
3 ·
4 ·
5 ·
6 ·
7 ·
8 ·
9 ·
10 ·
11 ·
12 ·
13 ·
14 ·
15 ·
16 ·
17 ·
18A ·
18 ·
19 ·
20 ·
21 ·
22 ·
23 ·
24 ·
25 ·
26 ·
27 ·
28 ·
29 ·
30 ·
31 ·
32 ·
33 ·
34 · 
35 ·
36 ·
37 ·
38 ·
39 ·
40

T-1 ·  
T-2 ·
T-3 ·
T-4 ·
T-5 · 
T-6 ·
T-7 · 
T-8 ·
T-9 · 
T-10-1 ·
T-10 · 
T-11 ·
T-12 · 
T-13 ·
T-14 · 
T-15